# Christian Cimarelli
Christian Cimarelli (Firenze, 6 novembre 1975) è un allenatore di calcio ed ex calciatore italiano, di ruolo centrocampista..

## Carriera
In Serie A ha giocato nella Fiorentina, in Serie B ha vestito le maglie di Reggiana, Chievo Verona, Lecce e Pistoiese.
Ha allenato San Cesario , Manduria, Lupiae Lecce, e nel 2024 allena il Novoli. Da ottobre 2024 ha allenato la Polisportiva Virtus Matino.

## Palmarès

### Club

#### Competizioni nazionali
- Lega Pro Prima Divisione: 1

Gallipoli: 2008-2009
- Supercoppa di Lega di Prima Divisione: 1

Gallipoli: 2009

#### Competizioni regionali
- Promozione: 1

Pro Italia Galatina: 2011-2012